# 佐野宏哉
佐野 宏哉（さの ひろや、1930年〈昭和5年〉4月19日 - ）は、日本の農林水産官僚。

## 来歴
1953年（昭和28年）、東京大学経済学部経済学科を卒業し、翌1954年（昭和29年）4月、農林省に入省。入省後、畜産局牛乳乳製品課長、農林経済局金融課長、林野庁林政部林政課長、農林省大臣官房企画室長、農林省大臣官房審議官、水産庁海洋漁業部長などを歴任。
1981年（昭和56年）7月27日、経済局長に就任。経済局長として日米農産物交渉の対応にあたった。
1984年（昭和59年）7月6日、水産庁長官に就任。長官として日ソサケ・マス交渉の対応にあたった。また在任中、水産工学研究所の設立に尽力した。
1986年（昭和61年）6月10日、退職。同年9月1日、農林水産省国際顧問に就任。1987年（昭和62年）9月、国際協力事業団副総裁に就任、1990年（平成2年）6月1日、生物系特定産業技術研究推進機構理事長に就任。1993年（平成5年）6月、大日本水産会会長に就任。2003年（平成15年）11月3日、瑞宝重光章を受章。

## 年譜
- 1953年（昭和28年） - 東京大学経済学部経済学科卒業[2]
- 1954年（昭和29年）4月 - 農林省入省[2]
- 1968年（昭和43年）
  - 5月10日 - 農林省大臣官房調査官[19]
  - 9月1日 - 在アメリカ合衆国日本国大使館一等書記官[20]
- 1972年（昭和47年）8月25日 - 農林省畜産局牛乳乳製品課長[7]
- 1974年（昭和49年）7月5日 - 農林省農林経済局金融課長[8]
- 1975年（昭和50年）7月10日 - 林野庁林政部林政課長[9]
- 1976年（昭和51年）11月8日 - 農林省大臣官房企画室長[10]
- 1978年（昭和53年）
  - 1月18日 - 農林省大臣官房審議官[11]
  - 7月20日 - 水産庁海洋漁業部長[12]
- 1981年（昭和56年）7月27日 - 農林水産省経済局長[6]
- 1984年（昭和56年）7月6日 - 水産庁長官[3]
- 1986年（昭和61年）
  - 6月10日 - 退職[4][5]
  - 9月1日 - 農林水産省国際顧問[16]
- 1987年（昭和62年）9月 - 国際協力事業団副総裁[2]
- 1990年（平成2年）6月1日 - 生物系特定産業技術研究推進機構理事長（1993年6月1日退任）[17][21]
- 1991年（平成3年）
  - 1月16日 - 総理府海外移住審議会委員[22]
  - 9月24日 - 総理府沿岸漁業等振興審議会委員[23]
- 2003年（平成15年）11月3日 - 瑞宝重光章受章[18]

#### リスト
1. ↑  [7][8][9][10][11][12]

| 官職          | 官職                               | 官職          |
| ------------- | ---------------------------------- | ------------- |
| 先代 渡辺文雄 | 水産庁長官 第29代：1984年 - 1986年 | 次代 佐竹五六 |
| 先代 松浦昭   | 農林水産省経済局長 1981年 - 1984年 | 次代 後藤康夫 |
| その他の役職  |                                    |               |
| 先代 内村良英 | 大日本水産会会長 1993年 - 2003年   | 次代 中須勇雄 |